# مانويل بيريز فيلا
مانويل بيريز فيلا (بالإسبانية: Manuel Pérez i Vila)‏ هو مؤرخ فنزويلي وإسباني، ولد في 3 سبتمبر 1922 في غيرونا في إسبانيا، وتوفي في 8 مايو 1991.